# Gare de Koga (Ibaraki)
La gare de Koga (古河駅, Koga-eki) est une gare ferroviaire de la ville de Koga, dans la préfecture d'Ibaraki au Japon. La gare est exploitée par la compagnie JR East.

## Situation ferroviaire
La gare est située au point kilométrique (PK) 64,7 de la ligne principale Tōhoku (ligne Utsunomiya).

## Histoire
La gare de Koga a été inaugurée le 16 juillet 1885.

## Service des voyageurs

### Accueil
La gare dispose d'un bâtiment voyageurs, avec guichets, ouvert tous les jours.

### Desserte
- Ligne Utsunomiya :
  - voies 1 et 2 : direction Oyama et Utsunomiya
  - voies 3 et 4 : direction Ōmiya, Tokyo (par la ligne Ueno-Tokyo), Shinjuku (par la ligne Shōnan-Shinjuku), Yokohama et Ōfuna